# Riccardo Toros
Riccardo Toros (San Lorenzo Isontino, 1º dicembre 1930 – San Lorenzo Isontino, 27 giugno 2001) è stato un calciatore italiano, di ruolo portiere.

## Carriera

La rosa della SPAL 1958-1959. Toros è in ginocchio, terzo da sinistra.

Esordisce nella Pro Gorizia in Serie C nel 1947, a 16 anni. Nel 1952 va in prestito al Fanfulla di Lodi, in Serie B. Dopo il secondo anno passa al Milan del Presidente Andrea Rizzoli che si assicura il suo cartellino per la somma di 50 milioni.
Nella squadra rossonera Toros fa la riserva di Lorenzo Buffon. Vince subito lo scudetto 1954-1955 con due presenze.Gioca inoltre la finale per il 3 e 4 posto della Coppa Latina il 26/6/1955 a Parigi al Parco dei Principi vincendo per 3 a 1 contro la squadra portoghese della Belenenses
Lasciato il Milan, passa alla Fiorentina con cui vince un altro scudetto nel 1955-1956 (è uno dei sei calciatori, insieme a Giovanni Ferrari, Eraldo Mancin, Roberto Baggio e Alessandro Orlando e Andrea Pirlo, ad aver vinto due scudetti consecutivi con due squadre differenti). Qui Fulvio Bernardini gli preferisce Giuliano Sarti e successivamente il giovane Enrico Albertosi. In tre anni con la compagine viola colleziona 30 presenze in Serie A, tre in Coppa dei Campioni e partecipa come secondo portiere alla finale di Coppa dei Campioni 1956-1957 contro il Real Madrid persa per 2-0; perse anche la finale di Coppa Italia 1958.
Successivamente si trasferisce alla SPAL di Paolo Mazza, in cui è titolare avvicendato a Lidio Maietti e Giandomenico Baldisseri.
Passa poi al Palermo, alla Pistoiese (dove ritrova Giancarlo Vitali) e infine a Trieste dove pone fine alla carriera di giocatore, contribuendo alla promozione della squadra rossoalabardata in serie B e giocando nei due anni successivi 17 gare nella serie cadetta.
Dopo il ritiro lavora con i settori giovanili di molte squadre: San Lorenzo, Capriva, Cividale, Itala San Marco, Pro Gorizia, Manzanese, Staranzano, Buttrio e varie rappresentative provinciali e regionali.
Muore nel giugno del 2001 dopo una breve malattia.

## Palmarès

### Competizioni nazionali
- Campionato italiano: 2

Milan: 1954-1955
Fiorentina: 1955-1956
- Campionato italiano Serie C: 1

Triestina: 1961-1962

### Competizioni internazionali
- Coppa Grasshoppers: 1

Fiorentina: 1952-1957